# Ingolf Schjøtt

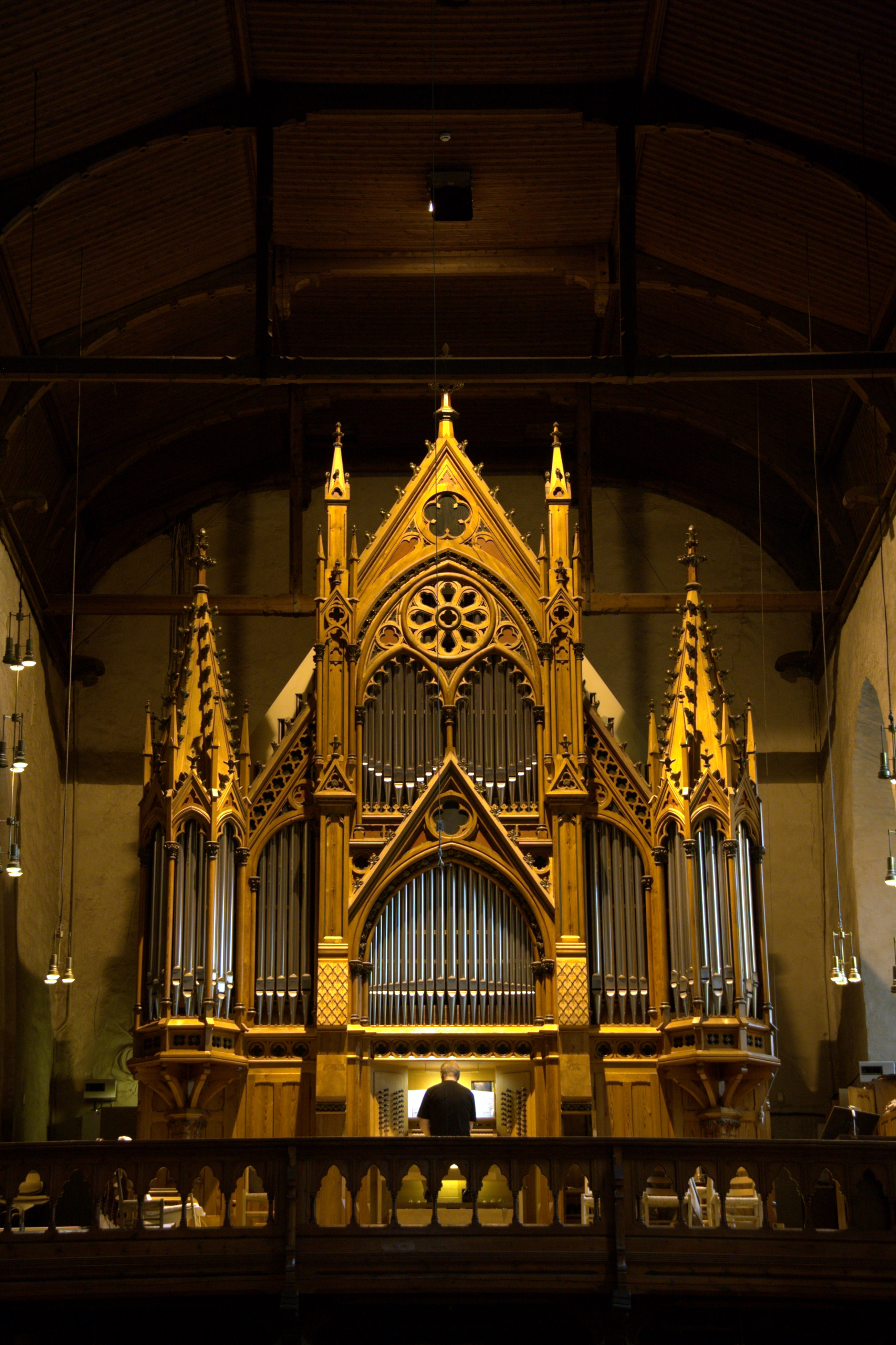
Orgel dat Schjøtt bespeelde

Ingolf Schjøtt (Bergen, 3 november 1851 – aldaar, 19 maart 1922) was een Noors zanger, cantor, (koor)dirigent en organist.
In 1878 huwde hij Elisabeth Marie Døscher (1853-1926), in 1898 met Marie Vogt (3 december 1871-1943). Uit het eerste huwelijk werden vijf kinderen geboren.
Hij kreeg zijn opleiding aan het Kungliga Musikaliska Akademien van Fritz Arlberg en Julius Stockhausen in Berlijn. Hij werd vaste organist van de Domkerk van Bergen vanaf 1878. Hij was toch voornamelijk bekend van het dirigeren van grote werken voor koor.
Een van der eerste concerten die hij gaf vond plaats op 13 september 1872 in Bergen. In 1877 zong hij voor het eerst samen met Edvard Grieg. Op 14 februari 1886 was hij te horen in de Harmonien, thuishaven van het Bergen filharmoniske orkester, tijdens een concert voor arbeiders. In 1898 werd hij vaste dirigent van het koor van dat orkest; hij werd na zijn dood opgevolgd door Sverre Jordan. Datzelfde orkest en koor hield op 3 november 1921 een feestconcert ter ere van de toen zeventigjarige zanger. Op het programma stond Ein Deutsches Requiem van Johannes Brahms met solisten Ida Teresia en Harald Falkman. Ter nagedachtenis van de in maart 1922 overleden dirigent gaven koor en orkest een herdenkingsconcert op 3 april 1922, waarbij de Symfonie nr. 9 van Ludwig van Beethoven werd uitgevoerd. Op 25 januari 1925 werd in diezelfde concertzaal een buste van de componist onthuld, ontworpen door Ambrosia Tønnessen, vaak gezien als de eerste vrouwelijke beeldhouwer van Noorwegen. 
Frantz Beyer droeg minstens drie liederen aan hem op. Zowel Beyer als Schjøtt waren bevriend met Grieg.